# Lindsay Wagner (modelo)
Lindsay Elizabeth Wagner, (nacida el 14 de marzo de 1988 en Omaha, Nebraska) es una modelo estadounidense que fue playmate del mes de noviembre de 2007. Ella es una exmiembro del club de lucha de Omaha en el cual sus hermanos participaron. Lindsay dijo que había soñado con ser una Playmate desde que estaba en sexto grado.